# Panadura
Panadura (Singhala: පානදුර, Tamil: பாணந்துறை) ist eine Gemeinde (Urban Council) in Sri Lanka mit 30.069 Einwohnern (2012). Sie liegt ca. 27 km südlich von Colombo am Indischen Ozean. Panadura ist berühmt als Ort wichtiger Ereignisse in der buddhistischen Erweckungsbewegung Sri Lankas.
Die Panadura-Debatte, die 1873 stattfand, war der Höhepunkt der ersten Phase der buddhistischen Erweckungsbewegung, sie bestanden aus theologischen und philosophischen Diskussionen zwischen Buddhisten und Christen. Die beiden Schlüsselpersonen der Panadura-Debatte waren Migettuwatte Gunananda Thera und Pater David de Silva. Es war der Erfolg der Panadura-Debatte, die Henry Steel Olcott veranlasste, nach Ceylon zu kommen.
Panadura hat einen wichtigen Bahnhof an der Bahnlinie Costal Line, an dem sämtliche Züge halten.
Eines der markantesten Gebäude der Stadt ist die Hauptpost an der Galle Road, der Hauptverkehrsstraße der Stadt. Ebenfalls an der Galle Road befindet sich die Domingo Dias Memorial Town Hall von 1927, die für Konzerte und Ausstellungen genutzt wird.

## Persönlichkeiten
- Achini Kulasuriya (* 1989), Cricketspielerin
- Nilakshi de Silva (* 1989), Cricketspielerin

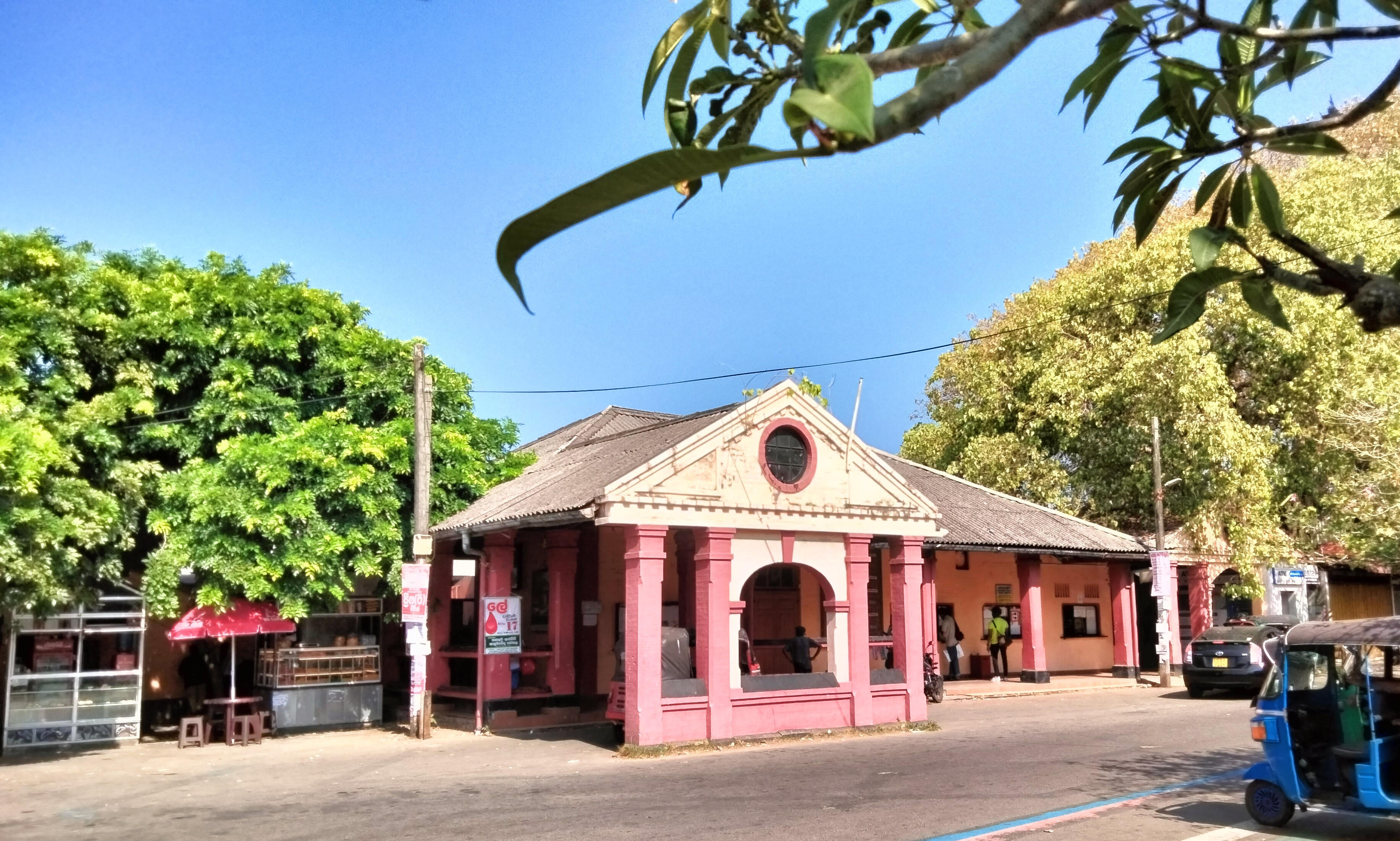
Bahnhof Panadura
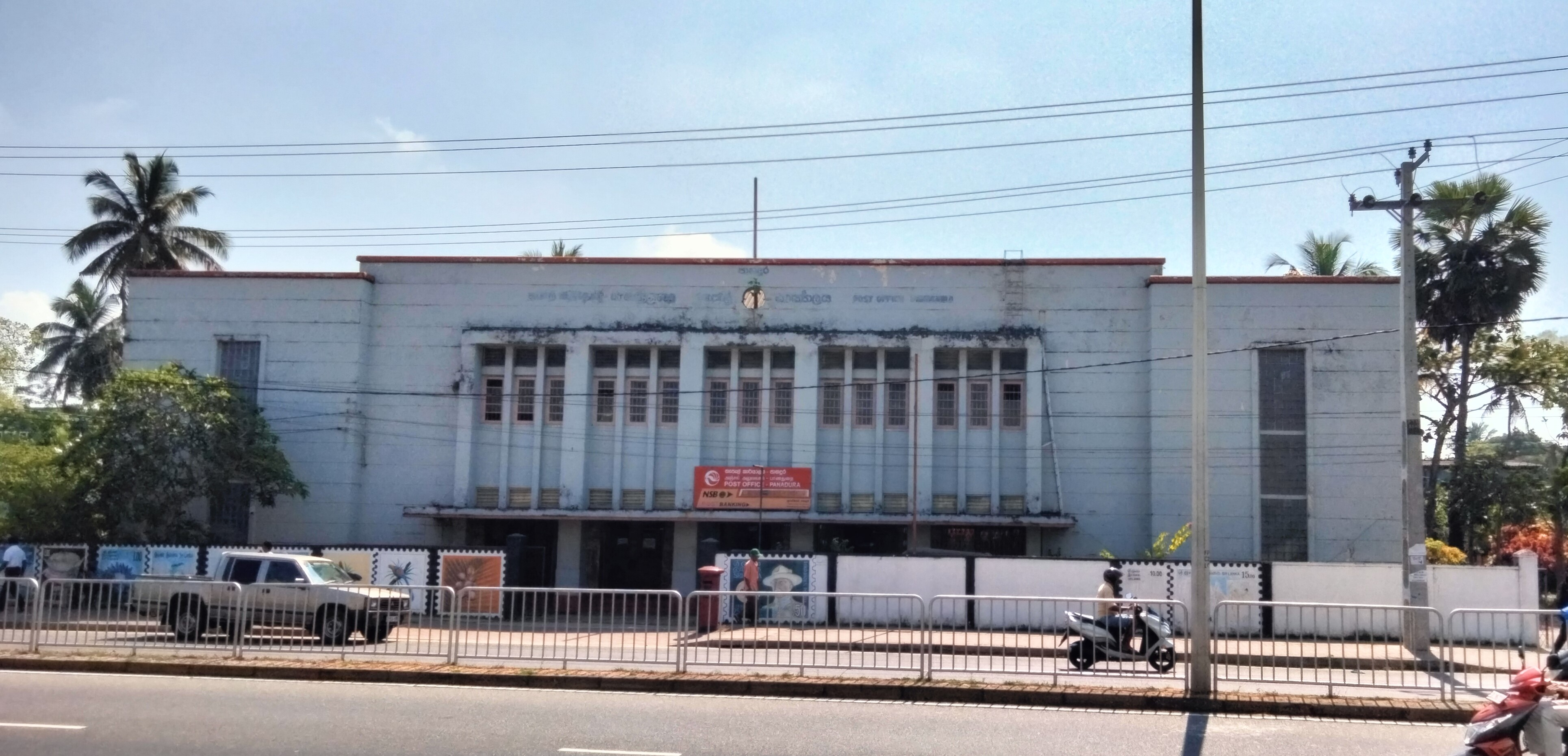
Hauptpost
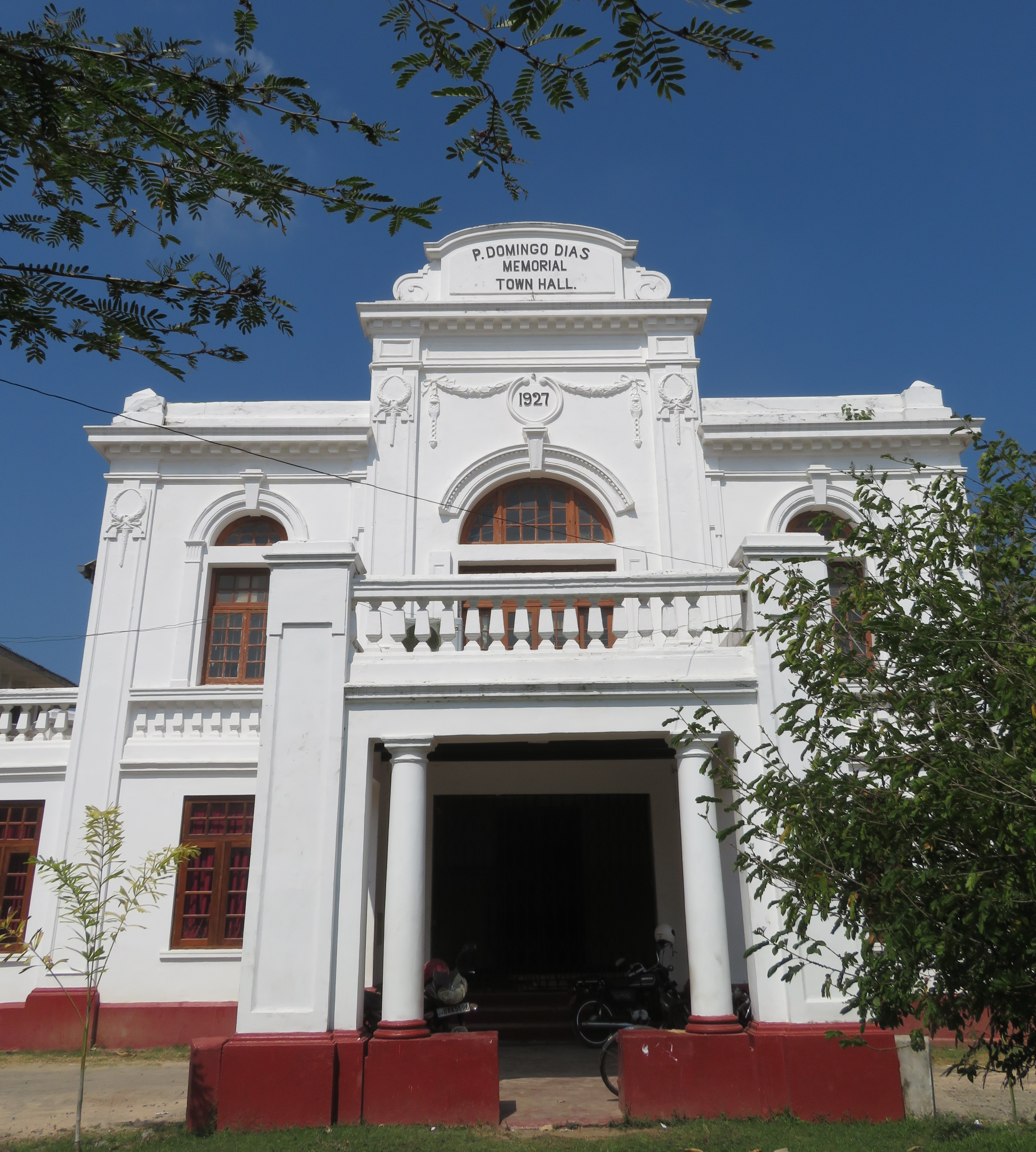
Domingo Dias Memorial Town Hall